# Kotivka, Andrușivka
Kotivka (în ucraineană Котівка) este un sat în comuna Zabara din raionul Andrușivka, regiunea Jîtomîr, Ucraina.

## Demografie
Componența lingvistică a localității Kotivka
     Ucraineană (98,77%)
     Rusă (1,23%)
Conform recensământului din 2001, majoritatea populației localității Kotivka era vorbitoare de ucraineană (98,77%), existând în minoritate și vorbitori de rusă (1,23%).